# 中川俊直
中川 俊直（なかがわ としなお、1970年〈昭和45年〉4月25日 - ）は、日本の政治家、政治記者、舞台俳優。俳優としての芸名は中川 サンタ朗（なかがわ サンタろう）。
テレビ東京社員を務めたのち、衆議院議員（2期）、経済産業大臣政務官、日本精神対話学会会長を歴任。父方の祖父は一級建築士で三井建設常務を務めた佐藤胖、母方の祖父は衆議院議員を務めた中川俊思。父は衆議院議員、科学技術庁長官、内閣官房長官を歴任した中川秀直。

## 来歴
広島県東広島市出身。東広島の西条幼稚園、広島県東広島市立西条小学校、東京都港区立青山中学校、日本大学鶴ヶ丘高等学校卒業。中学高校時代は陸上競技（3000メートル競走など）に打ち込んだ。日本大学文理学部社会学科に入学。大学では世論調査の手法を勉強した。
1993年3月、同大学を卒業。同年4月、テレビ東京に就職。スポーツ局を経て報道局に配属された。政治記者となり、総理官邸・自民党・野党キャップの取材を担当した。
2001年、テレビ東京退社。同年4月、父・秀直の秘書となる。
2006年4月23日に行われた東広島市長選挙に立候補。安倍晋三や麻生太郎など自民党幹部の応援演説を次々と受けたが、前県議の蔵田義雄に敗れ落選した。
2009年4月23日の講演にて、中川秀直は世襲候補者を巡る議論について触れたうえで、「私には息子が2人いるが、自分の選挙区（衆院広島4区）を継がせるつもりはまったくない」と述べた。同年5月13日発売の『週刊文春』には息子の俊直と共に登場し、秀直は「自分の選挙区から息子を出さない」、俊直自身も「父の選挙区から立候補しません」と発言し、「世襲放棄宣言」をしていた。

### 2012年衆議院議員選挙
2012年9月30日、中川秀直は次期衆院選には立候補せず、議員を引退する意向を表明した。同年11月12日、自民党県連は秀直の後継として俊直の擁立を正式に決定。同年12月の第46回衆議院議員総選挙に、旧来の発言を翻して広島4区から立候補。前回の選挙で父親を下した空本誠喜を破り初当選した。
2014年の第47回衆議院議員総選挙で次世代の党の中丸啓らを破り再選。
2016年8月5日、第3次安倍第2次改造内閣で、経済産業大臣政務官に就任。

### 魔の2回生
2017年3月9日発売の写真週刊誌が、前川恵衆議院議員との不倫を報道。続いて、4月20日発売の週刊誌に、別の女性との重婚スキャンダルと警察によるストーカー登録の記事が掲載されることを知らされた中川は4月18日に経済産業大臣政務官を辞任した（後述）。ここに至り、産経新聞編集局整理部記者の森山志乃芙は、同年4月20日付の産経新聞朝刊において「魔の2回生」という言葉を編み出した。4月21日、中川は自民党を離党。さらに4月28日発売の写真週刊誌が、中川が秘書時代に輪姦事件に関わっていたことを報じ（後述）、騒動はあとをひいた。
「体調不良」を理由に国会を欠席していたが、同年7月29日に地元で会見を開き、議員辞職はしないことを表明した。8月23日にホテルニューオータニで予定していた会費2万円の政治資金パーティーは批判を浴び中止に追い込まれた。
同年9月30日、自民党は、比例中国ブロックの新谷正義を第48回衆議院議員総選挙広島4区の候補者とすることを決定。中川は当初無所属で出馬する方針だったが、自民党の決定を受けて10月1日に記者会見を開き、「自分が出馬すれば自民が分裂してしまう」と述べ、出馬を断念すると発表した。

### 2021年衆議院議員選挙
2021年10月12日、第49回衆議院議員総選挙に広島4区から無所属で立候補することを表明した。10月31日の投開票の結果、候補者4人中最下位で落選。

### 舞台俳優への転身
2022年、自身のFacebookの自己紹介に舞台俳優の肩書を加えた。同年5月までに3本の舞台に出演した。

## 不祥事

### 前川恵衆議院議員との密会
2017年3月9日発売の『フライデー』3月24日号が、中川と自民党の前川恵衆議院議員の密会を報じた。同号は、中川と前川が真夜中に食事をしたあと、前川の料理研究家としてのオフィスに入るところの写真を掲載。中川に妻と3人の子供がいることから、不倫と断じた。

### 重婚・ストーカー登録騒動
2017年4月20日発売の『週刊新潮』4月27日号が、中川の重婚スキャンダルと警察による「ストーカー登録」を報じた。中川は既婚の身でありながら、2011年から交際している女性と2013年9月9日にハワイのマジックアイランド（Magic Island）で挙式。中川はタキシード姿で、女性はウェディングドレス姿で写真を記念に撮った。女性は、2016年に前述の前川恵と中川との関係を知ると、別れることを決意。しかしあきらめられない中川は同年末に女性宅に押し掛け、ドアをたたくなどしたため警察に通報された。これにより中川は女性に一切近づけなくなる「ストーカー登録」の対象になった。
記事内容を発売前に知らされた中川は4月18日に経済産業大臣政務官を「一身上の都合」により辞任し、21日には自民党も離党した。7月29日、中川は問題発覚後、初めて地元の東広島市で記者会見し議員辞職しない考えを示した。

### 集団レイプ疑惑
2017年4月28日発売の『フライデー』5月12日・19日号が、中川が秘書時代に「集団レイプ」まがいの行為をして事件になりそうになったのをもみ消していたと報じた。告発者は中川の父親である中川秀直の後援会「明秀会」を立ち上げ、会長をつとめた人物とされる。2008年11月頃、輪姦事件を知った父親の秀直が関わった息子ら5人を呼びつけ、説教をする光景を目撃したという。この人物は「東広島市の中川事務所には道場のような集会スペースがあるが、そこから秀直の怒号が聞こえてきたので、気になって見に行くと、俊直ら5人が横並びに整列していた」と述べている。またこの人物は当時の秀直の私設秘書を問い詰め、「東広島駅近くのパブで女の子をまわした。相手は日本人でなく中国か韓国の女性。女の子は被害届を出したが、もみ消した」という話を聞いたという。
中川の事務所は完全否定したが、当時の中川事務所で不祥事の処理にあたっていたとされる東広島市議の乗越耕司は「（俊直の女関係の不祥事は）ようけありすぎてわからん」「（輪姦については）知らないというほうが正解なのかもしれん。でも、コメントは避けたい」と述べた。

### 前川恵衆議院議員への嫌がらせメール
2018年7月19日発売の『週刊文春』7月26日号によると、中川は2016年から2年8カ月以上にわたり、前川恵衆議院議員に嫌がらせメールを送り続けていたという。前川が農林部会に所属していた2016年10月、関連イベントに農林部会会長であった小泉進次郎と一緒に参加した際には、中川は「くたばれ。進次郎狂いのきちがい。死ね」と送った。前川はストレスにより体調不良に陥った。週刊文春の取材に対し、前川は「メッセージは来ていました」とメールで回答している。

## 政策・主張
内政
- ヘイトスピーチを法律で規制することに賛成[30]。
- 選択的夫婦別姓制度の導入にどちらかと言えば反対[31]。
- 首相が靖国神社に参拝してほしいかしてほしくないかについてはどちらかとも言えない[31]。
- 永住外国人の地方参政権を認めることに反対[31]。
- 外国人労働者の受け入れを進めることに反対[31]。
- 日本でもカジノを解禁することに賛成[31]。
- 特定秘密保護法が成立したことをどちらかと言えば評価する[31]。
- 集団的自衛権の行使を認める閣議決定が行われたことをどちらかと言えば評価する[31]。
- 日本の防衛力をもっと強化すべきことにどちらかと言えば賛成[31]。
- 企業が納めている法人税率を引き下げることに賛成[31]。
- 将来も原子力発電は電力源のひとつとして保つべきとどちらかと言えば思っている[31]。
- 公共事業による雇用確保は必要ということについてどちらかと言えば賛成[31]。
- 経済・教育の立て直しと道州制を推進[4]。

外交
- 外交の優先順位は「まず米国」かそれとも「まずアジア」かについてはどちらかと言えば「まず米国」である[31]。
- 北朝鮮に対しては「対話よりも圧力を優先すべき」かということについてはどちらとも言えない[31]。

## 人物
- 中学と高校時代、陸上部に所属[4]。港区立青山中学時代は陸上3000m走で東京都5位であった[32]。中学生の頃から、相撲の千代の富士とマラソンの瀬古利彦を尊敬している[4]。日大在学中での就職活動ではアナウンサーにも興味を持っていて、アナウンスの学校に通った[4]。
- 喫煙者であり、超党派の愛煙家国会議員からなる議員連盟「もくもく会」に所属していた[33]。
- 2016年6月、アメリカ大統領のバラク・オバマの広島訪問の際、大韓航空2708便エンジン火災事故の影響で滑走路が閉鎖し欠航となったため、広島市を選挙区とする議員で唯一、一連の式典に出席できなかった[34]。
- 父秀直の秘書を務めていた時代の元同僚に、実業家の西村晴成（東京バスグループ代表、東京バス代表取締役）がいる。
- 2017年4月、週刊誌で報じられた自身の女性問題について中川は「人として認識が欠如していたことがまいた種で弁明・弁解の余地はない」と謝罪している[19]。

## 家族・親族
中川家
- 祖父・俊思[35]（1903年 - 1973年、政治家、元新聞記者） - 広島県竹原市出身[35]。旧姓・堀川[35]。中央大学法学部中退[35]。中国新聞や國民新聞の記者をつとめた[35]。1947年、第23回衆議院議員総選挙（広島2区）で日本農民党から出馬し、落選した[36]。1949年、第24回衆議院議員総選挙（広島2区）で民主自由党から出馬し当選、衆議院議員となった[35][37]。通算8回当選した[35]。厚生、通産各政務次官などを歴任した[35]。宗教は仏教[38]。趣味はゴルフ、囲碁、読書[38]。住所は広島県東広島市豊栄町・同市西条朝日町[38]。
- 父・秀直（政治家、元新聞記者、1944年 - ） - 東京都新宿区出身[35]。旧姓・佐藤。1966年、慶應義塾大学法学部卒業[35]。日本経済新聞社入社[35]。1976年、新自由クラブ公認で衆議院議員となった[35]。のち自民党に移る。1996年、第1次橋本内閣で国務大臣科学技術庁長官に就任。2000年、第2次森内閣で国務大臣内閣官房長官兼沖縄開発庁長官に就任。
- 母（広島、中川俊思の長女）[38] - 父・秀直と母は、高校3年生のときに通っていた予備校で教室が一緒だったのだが、大学で運命的な再会となり、交際が始まり大学を卒業した年に結婚した[39]。
- 妻、子供（3人） - 妻は中川が高校の陸上部だった時のマネージャー[3][4]。1995年5月、25歳のときに結婚した[4]。

## 所属団体・議員連盟
- 神道政治連盟国会議員懇談会 [40]
- もくもく会[33]
- パチンコチェーンストア協会(政治分野アドバイザー、2015年1月時点）[41]